# いじめてくん
『いじめてくん』は、吉田戦車による漫画作品。およびその主人公の名前。『コミックバーガー』（スコラ）1989年11月28日号から1991年4月23日号まで連載されていた。

## 連載に至るまで
いじめてくんは本来、吉田が『コミックバーガー』で連載していた別作品『戦え!軍人くん』に登場する脇役キャラクターだったが、大鵬薬品工業の胃腸薬「ソルマックシリーズ」のCMキャラクターに起用されたことをきっかけに人気が上昇したため、『戦え!軍人くん』に続いて連載されていた『戦え!学生さん』を打ち切り、独立した作品として連載が始まった。
吉田は当時、いじめてくんという人の嗜虐性をモチーフにしたキャラクターを描くことに内心抵抗があったようで、スコラ版単行本の序文において「他人にいじめられるとか、他人をいじめるとかいう、辛くいやなことをギャグ漫画のネタにしたことに、深い嫌悪感を抱いていました」と告白している。この吉田の心理状態は作風にも反映されており、開始当初はいじめという行為がもたらす痛みや悲しさ、あるいは一種の快感といった感情を主題とした「暗い」内容だったのが、連載が進むにつれ、「いじめてくんを好きになるためには、ただ爆発しておわり、というのではなく、自分の悲しい宿命を背負ってなおかつ、自分で考え、行動することのできる主人公にするしかない」という意図の下、いじめてくんの日常や多様なキャラクターとの交流を描いた内容に変わっていった。
一方、ちくま文庫版のあとがきでは、連載開始の経緯について「（いじめてくんがCMキャラクターに起用されたことを）編集部および担当氏がたいへん喜んでくれて、もっと『学生』にもいじめてくんを出そうよ、と言ってきた。担当編集者としては当然の意見であったが、なぜか俺はカチンときて、だったら『学生』やめていじめてくんを主人公にしちゃいましょうか、と皮肉な気持ちで提案したように記憶している」と述懐し、前述の発言を「湿った文章」と自虐した上で、「もちろんそういう思いもあったのは確かだ。しかし（作品初期の暗さの）一番の理由は、いろいろ評判になって天狗モードに入っていた俺の、意味のない反抗心だったと思う」と結論づけている。

## 主な登場人物
いじめてくん
自我を持ち生き物のように動く爆弾。人間の顔が付いたジャガイモに細い手足が生えたような形をしている。
常に何かに怯えているようなオドオドした表情で気弱な雰囲気を放ち、その振る舞いで相手の嗜虐心を煽って、殴る・蹴る・踏む・物をぶつけるなどの外的衝撃＝いじめを受けることによって爆発する（自爆するわけではなく、基本的に爆発した当人はすすにまみれる程度でほぼ無傷）。本人はいじめられて爆発する己の存在意義に疑問を抱いており、時に自己嫌悪に陥る。
爆発の規模にはムラがあり、周囲の生物や建物を粉微塵にすることもあれば、人体の一部を焦がす程度に留まることもある。また、本人の我慢次第である程度の衝撃までなら爆発せず耐えることができる。
驚異的なまでの環境適応力があり、精神的な責め苦に対してはすぐ慣れる。ただ、地球人にとっては嫌がらせに近い火星人の文化・風習には最後まで戸惑いを覚えており、悪意のない者に対してこの適応力は発揮されないようである。
開発者である「大佐」の下で軍事兵器として利用されていたが、ある時から彼の親心によって戦線を退き、一般人として生きるようになった。旅行が趣味らしく、作中では国内を漫遊したり、タイ、インドネシア、火星にまで足を運んだ（海外では日本人という扱いを受ける）。また、退役後夜間学校に通っていた時期があるらしい。
当初は受け身で卑屈な性格であったが、次第に爆弾としての自己を受け入れ始め、多少なりとも前向きな性格となっていった。それでも相変わらず周囲の人間に勝手に振り回され、不幸な目に遭うことが多い。
いじめてくん（きのこ）
いじめてくんのモデルとなったキノコ。外見は足の代わりに石突きの生えたいじめてくんで、自我を持ち、人間と会話することもできる。少なくとも中世頃から国内外に生育し、人間社会とも関わりを持っていたらしい。
いじめられることによって、相手に「毒の電気」を放つ性質がある。その致死性は高いが、いじめ方の程度により心地よいしびれを促すこともあり、現在でもいわゆるマジックマッシュルームに近い存在として密かに流通している。
いじめてくんは、バリ島旅行中にひとりの客としてこの「きのこ」と出会い、自身のルーツを知った。
いじめて号（馬）
外見・性格いずれもいじめてくんと同じだが、作中ではあくまで馬として扱われている。
「殿様」に見初められ、彼の馬となる。多くの大名が欲しがるほどの名馬らしい。
大佐
こぐま師団所属。いじめてくん（爆弾）の産みの親。いじめてくんを自分の子供のように思い、いじめてくんもまた彼のことを慕っている。
自身は未だ軍人として働いているが、いじめてくんには普通の生活をしてほしいと願っている。
『戦え!軍人くん』では「司令官（少将）」、『戦え!学生さん』では「教頭先生」として登場している。
みっちゃんのママ
元々は『甘えんじゃねえよ』の登場人物。『戦え!軍人くん』などの他作品にもスターシステム的に登場する。
いじめてくんとは顔なじみで、「奥さん」と呼ばれている。日々の生活に倦むと、リフレッシュの手段として彼をガッショウ山の一本松にぶら下げ、直撃しないように凶器を振り回して怯えさせる。いじめてくんは行為の後に振舞われる彼女の手製のおにぎりがおいしいので嫌々ながらも協力している。やがて、いじめてくんを自宅に住まわすようになった。
人をいじめたりなぶったりすることに対してある種のこだわりを持っており、落ち込むいじめてくんの心をえぐる一言を娘に言わせようとしたりもする。
美智子（みっちゃん）
「奥さん」の一人娘。5歳。母と同じく元々は『甘えんじゃねえよ』の登場人物。自宅に住むようになったいじめてくんと当初は反目し合っていたが、母の計らいによって仲良くなった。
キックボクサー
タイのとある村に祭られた精霊塔を乗っ取って住み着いた悪霊。キックボクサーを思わせるいでたちで、眉毛と口髭を生やしているが、目や口はない。
困り果てた村人達が半ば強引に連れてきたいじめてくんを精神的な嫌がらせで追い詰めるが、次第に堪えられなくなり、思わず蹴りを入れたところで爆発に飲み込まれた。しかし死んではおらず、のちにいじめてくんへの復讐のため脳がはみ出たグロテスクな姿で日本に上陸。彼に対し「ひたすらやさしくする」という悪魔的いじめを試みたが、いじめてくんは一週間でその生活に慣れた。
伊東ユカリ
革命王子率いる反政府武装集団「東京ゲリラ」のメンバー。いじめてくんを拘束し爆破テロの道具として利用しようとするが、後輩・水島の暴走に足をすくわれる形で失敗してしまう。
水島
東京ゲリラのメンバー。活動家としてはまだ日が浅いらしく、任務に徹しきれずに暴走してしまう。小さい頃はおすもうさんになりたかった。
おばさん
いじめてくんの顔なじみと思われる女性。子供ができず、鉄の村松を子供代わりにしていたが、子供ができてしまったため、ひどい女と誹られるのを承知でいじめてくんに村松を破壊するよう頼む。
鉄の村松
おばさん（上記）の子供代わりに使われていた、四角い頭を持ったロボット。おばさんに頼まれたいじめてくんの挑発に引っかかって殴りつけたために爆発に飲み込まれ大破。「オカアサン」に子供ができ、兄になれることを喜びながら機能を停止した。
ヒダリ上人
地下の穴ぐらと呼ばれる地下街に寺院を構え、住職を務める僧侶。しかし、その姿は人間ではなく、グロテスクな一つ目の物の怪である。みっちゃんのママの友人でもあり、いじめてくんとみっちゃんが打ち解けるのに一役買った。
火星田マチ子
火星演歌の星を目指す火星人の少女。火星旅行に来たいじめてくんと出逢い、彼の爆発を味わったことをきっかけにいじめてくんを愛するようになる。のちに『火星田マチ子』の主人公となる。『戦え!軍人くん』にも登場している。
火星田ジュン
マチ子の父親。プック（火星におけるロック的な音楽）を愛する永遠のプックンローラー。マチ子と同様、他作品にも登場。
火星野忠男
マチ子に片思いしている火星の若者。「このおれに」が口癖。
十郎
マチ子の友達の火星カバ。
カタコリ様
年中肩こりに悩まされている火星の女神様。カタコリ様が肩こりになっている間は、火星が「麩照り（日照りの麩版。この「麩」とは火星の衛星＝月であるフォボスとダイモスを指す）」になってしまう。
なぐさめ大学生
ある出来事で元気のなくなったいじめてくんを慰めるために大佐が贈ってきたロボット。空を飛べる。
スジコ軍
二足歩行し、人語を喋る筋子。現在、こぐま師団と戦っている。